# ジャバル・アル・ガルビ県
ジャバル・アル・ガルビ県（ジャバル・アル・ガルビけん、アラビア語: شعبية الجبل الغربي、Al Ǧabal al Gharbi、「西部山地」の意）は、リビアの県。

## 歴史
2007年にそれまでのヤフラン県、ガルヤーン県、ミズダ県が合併して設立されたが、1995年から1998年にもバラディーヤとして存在した。

## 隣接県
下記の県と隣接する。
- スルト県 - 東
- ミスラタ県 - 東
- ムルクブ県 - 北東
- トリポリ県 - 北
- ジファーラ県 - 北
- ザーウィヤ県 - 北
- ヌカート・アル・ハムス県 - 北西
- ナールート県 - 西
- ワジ・アル・シャーティー県 - 南
- ジュフラ県 - 南東